# Clem Sacco
Clem Sacco, pseudonimo di Clemente Sacco (Il Cairo, 19 maggio 1933 – Tenerife, 9 marzo 2024), è stato un cantautore italiano, antesignano del rock demenziale.

## Biografia
Clemente Sacco nacque a Il Cairo il 19 maggio 1933. Nel 1952 si trasferì a Milano, dove studiò canto alla scuola civica.
Nel 1958, anno in cui abbandonò per sempre la vena canora della musica lirica, fece alcune sporadiche apparizioni dal vivo in alcuni locali milanesi. Nel 1961 scrisse la sua prima canzone boogie, Agnese Rock, fondando allo stesso tempo la C.S.R. (Clem Sacco Records), uno dei primissimi esempi di etichetta discografica indipendente in Italia, per sostenere la sua attività artistica.
Lo stesso anno ottenne un inatteso successo sui juke box con il brano demenziale O mama, voglio l'uovo a la coque.... Nel 1961 partecipò al 1º Festival del Rock And Roll; dal 1961 al 1963 partecipò ai festival del Juke Box organizzati dal "Partito estremista dell'urlo" di Ghigo Agosti. Alla fine del '62 divenne voce solista nel gruppo dei Ribelli nel Clan Celentano. Ebbe poi la fortuna di essere ospite cantante twist nel film di Carlo Infascelli Canzoni, bulli e pupe. Nel 1962 fondò il complesso Clem Sacco ed i suoi Califfi con i chitarristi Gino Santercole e Gigi Rizzi ed il batterista Enrico Maria Papes dei Giganti. A fine anni sessanta, con lo pseudonimo Clementina Gay, si esibì all'Alexander, all'epoca noto locale musicale gay milanese. Sempre in quel periodo alcune canzoni demenziali, come Il deficiente e Baciami la vena varicosa, non ebbero successo e Clem Sacco sparì dalle scene.
Negli anni ottanta si allontanò progressivamente dalla scena italiana per trasferirsi a Tenerife (Canarie), dove poi visse per il resto della sua vita.
A riscoprirlo nel 2002 fu il giornalista della Rai Michele Bovi che lo fece tornare in Italia per partecipare a una serie di programmi: Eventi Pop (Rai Due), La Grande Notte di Gene Gnocchi (Rai Due, 2003), Tg2 Dossier Storie sulle origini del rock con Renzo Arbore (2005), I migliori anni (Rai Uno, 2009). Nel 2010 partecipò a Ciak... si canta! (Rai Uno) e durante la puntata venne presentato il videoclip della sua canzone Baciami la vena varicosa, diretto e sceneggiato da Asia Argento e Michele Civetta.
Il 13 marzo dello stesso anno si esibì con successo al Live Club di Trezzo sull'Adda, cantando tutti i suoi cavalli di battaglia e segnando così il ritorno sul palcoscenico. Ad aiutarlo in quell'occasione furono presenti il suo vecchio batterista poi divenuto leader de I Giganti Enrico Maria Papes, come anche l'autore originale del brano The African Cry, Gigi Rizzi. A seguito del concerto rilasciò un'intervista alla rivista Jamboree dove ripercorse con precisione le tappe fondamentali della sua carriera.
Tre anni dopo, il 24 marzo 2012, si esibì nuovamente al Live Club di Trezzo sull'Adda.
Morì a Tenerife il 9 marzo 2024 all'età di 90 anni.

## Discografia

### Album in studio
- 1964: Recital in Holland (Clem Sacco Records CS 1000; pubblicato come Clem Sacco with his trio)

### Raccolte
- 2005: Clem Sacco, il nonno del rock (Clem Sacco Records; raccolta di nuovi arrangiamenti)
- 2007: Clem Sacco in action  (On Sale Music; raccolta antologica di originali)
- 2011: Twisted!!! (Hate Records HATE 40; edizione limitata 500 copie vinile nero: il meglio delle sue registrazioni fine '50/primi '60. Contiene anche brani mai ristampati prima; esiste anche edizione limitata 50 copie “primitive leopard underpants” edition : vinile rosso +  mutanda leopardata primitiva)

### EP
- 1958: Glendora/Agnese's rock/My name is love/Pina (Smeraldo Records S 5001)
- 1960: Vedo/Se tu mi baci/Forse forse più/Basta (Durium ep A 3214)
- 1963: Thinking of you (Maria)/Simone/Baciami la vena varicosa/Da tua zia (Clem Sacco Records 102; pubblicato come Clem Sacco's Trio)

### 45 giri
- 1958: Agnese rock/Glendora (Smeraldo Records SR 5001)
- 1958: You are my destiny/Glendora (Smeraldo Records SR 5001; stesso numero di catalogo del precedente)
- 1958: Pina/My name is love (Smeraldo Records SR 5002)
- 1958: I need you/Agnese rock (Smeraldo Records SR 5002; stesso numero di catalogo del precedente)
- 1958: Il tuo viso/Longplaying kiss (Smeraldo Records SR 5003)
- 1959: Spacca rompi spingi/il peccatore (Carisch VCA 26090)
- 1959: Banana rock/La ragazza dai capelli di nylon (Carisch VCA 26093)
- 1960: Vedo/Se tu mi baci (Durium LdA 6772)
- 1960: Forse forse più/basta (Durium LdA 6773)
- 1960: Paura/Bevo (Durium LdA 6807)
- 1960: Non temere/Non mi lasciare (Durium LdA 6808)
- 1960: Corriamoci incontro/Vino chitarra e luna (Durium LdA 6913)
- 1961: Carolina dai/Libellule (Durium LdA 6977; Libellule è cantata da Marisa Rampin)
- 1961: Carolina dai/Basta (Durium LdA 6988)
- 1961: Ti è passato il nervoso?/Baba al mama (Durium LdA 6995)
- 1961: Enea con il neo/L'8 volante (Durium LdA 7015; L'8 volante è cantata da Marisa Rampin)
- 1961: Oh mama voglio l'uovo a la cocque/È nato l'amor (Durium LdA 7080)
- 1962: Fiammiferi accesi/Twist di mezzanotte (Durium LdA 7224)
- 1963: Balliamo il twist/Niente (Clem Sacco Records 101)
- 1963: Atmosfera/Laila (Clem Sacco Records 201)
- 1963: Teppist/M'ha lasciato (Clem Sacco Records 301)
- 1963: Teppist/Chunga twist (Clem Sacco Records 301/401)
- 1963: Chunga twist/In the moonlight (Clem Sacco Records 401)
- 1964: Chunga twist/Atmosfera (Clem Sacco Records 1001)
- 1964: Ciccy/African cry (Clem Sacco Records 2001)
- 1964: L'angolino dell'amore/African cry (Clem Sacco Records 2001; stesso numero di catalogo del precedente)
- 1964: Il deficiente/Laila (Clem Sacco Records 3001)
- 1964: In the moonlight/Laila (Clem Sacco Records 3001; stesso numero di catalogo del precedente)
- 1964: In piena estate/Relaxing with me (Clem Sacco Records 4001)
- 1964: L'angolino dell'amor/Il deficiente (Clem Sacco Records 10000)
- 1964: The African Cry/Sei come una lucertola (NET N510; Sei come una lucertola è cantata da Nando Star)
- 1965: The African Cry/Brontosaurus Walk (Radio Records RR 1005; Brontosaurus Walk è cantata da Buddy Merrill)
- 1967: La coppia più bella del mondo/Torno sui miei passi (Melody NP 1719)
- 1968: Azzurro/Un po' di vino (Fonola NP 1844)
- 1969: Donna Rosa/Zum zum zum (Fonola NP 1857; Zum zum zum è cantata da Monica)
- 1969: Una storia d'amore/Far niente (Fonola NP 1925; Far niente è cantata da Tom Sanders)
- 1970: African Cry/Sauterelle (Las Vegas LV 1048; Sauterelle è cantata dai The Grasshopper)